# Операција Зелено море
Операција Зелена море (порт. Operação Mar Verde, такође позната и ван Португала као Португалска инвазија Гвинеје) је био поморски напад на Конакри које је извело 350 до 420 португалских војника и гвинејскиј војника под португалским заповедништвом. Циљеви операције су били свргавање режима Ахмеда Секу Туреа, хватање лидера Афричке партије за независност Гвинеје и Зеленортских острва (скраћено: ПАИГЦ) Амилкара Кабрала, уништавања поморске и ваздухопловне опреме ПАИГЦ и спашавање португалских ратних заробљеника држаних у Конакрију.
Нападачи су се повукли после спашавање ратних заробљеника и уништавање неких бродова ПАИГЦ, али нису успели да ухвате Амилкара Кабрала или да сруше режим Ахмеда Секу Туреа.

## Историја
Године 1952, Ахмед Секу Туре је постао вођа Демократске партије Гвинеје. Године 1957, на изборима у Гвинеји партија је 56 од 60 места. Демократска партија Гвинеје је спровела плебисцит у септембру 1958. на ком су Гвинејци великом већином определили за тренутну независност, а не за наставак сарадње са Француском. Француска се повукла, а 2. октобра 1958. Гвинеја се прогласила сувереном и независном републиком са Туреом као председником.
Године 1960, Туре је дочекао и подржао Амилкар Кабрал и његова организација, ПАИГЦ, која је тражила независност Португалске Гвинеје (сада Гвинеја Бисао) и Зеленортских острва од Португала. Године 1961, ПАИГЦ је започео рат за независност Гвинеје Бисао.

## Напад
У ноћи између 21. и 22. новембра 1970. је око 200 наоружаних Гвинејаца обучених у униформе сличне онима које користи Војска Гвинеје и под командом португалских официра, као и 220 афро-португалских и португалских војника се искрцало на тачкама око Конакрија. Војници су се искрцали са четири неозначена брода, десатни и теретни брод, и уништели 4 или 5 бродова за снабдевање ПАИГЦ. Други део се искрцао у близини летњиковца председника Туреа, који су запалили. У том тренутку Туре је био председничкој палати. Други војници су заузели две војне осматрачнице, преузели контролу над главном градском електраном, заузели штаб ПАИГЦ (али нису заробили Амилкара Кабрала), и ослободили 26 португалских ратних заробљеника које је држао ПАИГЦ. Гвинејска војска је успела да натера нападаче да се повуку. Нападачи су у нападу претрпели само незнатне губитке.

## Последице
Дана 8. децембра 1970, Савет безбедности УН је усвојио Резолуцију 290, која је осудила Португал због инвазије на Гвинеју, и позвао Португала да поштују принципе самоопредељења и независности Гвинеје. На дан 11. децембра 1970. Организација афричког јединства усвојила је резолуцију којом је једногласно осудила инвазију.